# 아키야마 쇼고
아키야마 쇼고(일본어: 秋山 翔吾 あきやま しょうご[*], 1988년 4월 16일 ~ )는 일본의 프로 야구 선수이며, 현 일본 프로야구인 히로시마 도요 카프의 소속 선수(외야수)이다.

## 상세 정보

### 출신 학교
- 요코하마 소가쿠칸 고등학교
- 하치노헤 대학

### 선수 경력
프로팀 경력
- 사이타마 세이부 라이온스(2011년 ~ 2019년)
- 신시내티 레즈(2020년 ~ )

국가 대표 경력
- 2015년 WBSC 프리미어 12 일본 국가대표

### 수상·타이틀 경력

#### 타이틀
- 최다 안타 : 1회(2015년)

#### 수상
- 베스트 나인 : 1회(2015년)
- 골든 글러브상 : 2회(2013년, 2015년)
- 월간 MVP : 2회(2015년 4월, 2015년 6월)
- 커미셔너 특별 수상(2015년)

### 개인 기록

#### 첫 기록
- 첫 출장·첫 선발 출장 : 2011년 4월 12일, 대 홋카이도 닛폰햄 파이터스 1차전(삿포로 돔), 9번·우익수로서 선발 출장
- 첫 타석 : 상동, 3회초에 다르빗슈 유로부터 몸에 맞는 볼
- 첫 안타·첫 타점 : 2011년 4월 13일, 대 홋카이도 닛폰햄 파이터스 2차전(삿포로 돔), 2회초에 브라이언 울프로부터 중전 적시타
- 첫 도루 : 2011년 4월 20일, 대 지바 롯데 마린스 2차전(QVC 마린필드), 3회초에 2루 안착(투수 : 가라카와 유키, 포수 : 사토자키 도모야)
- 첫 홈런 : 2011년 9월 8일, 대 지바 롯데 마린스 18차전(세이부 돔), 4회말에 고바야시 아쓰시로부터 우월 2점 홈런

#### 기타
- 올스타전 출장 : 1회(2015년)
- 31경기 연속 안타(2015년 6월 3일 ~ 2015년 7월 14일) ※좌타자 역대 1위
- 시즌 200안타(2015년) ※역대 6번째(시즌 131경기째에서의 달성은 이치로 다음으로 역대 2위의 빠른 속도)[1]
- 시즌 216안타(2015년) ※NPB 기록, 아시아 야구 기록
- 시즌 맹타상 : 27회(2015년) ※NPB 기록(니시오카 쓰요시와 맞먹는 타이 기록)

### 등번호
- 55(2011년 ~ )

### 연도별 타격 성적
| 연 도      | 소 속      | 경 기 | 타 석 | 타 수 | 득 점 | 안 타 | 2 루 타 | 3 루 타 | 홈 런 | 루 타 | 타 점 | 도 루 | 도 루 자 | 희 생 번 | 희 생 플 | 볼 넷 | 고 4 | 사 구 | 삼 진 | 병 살 타 | 타 율 | 출 루 율 | 장 타 율 | O P S |
| ---------- | ---------- | ----- | ----- | ----- | ----- | ----- | ------- | ------- | ----- | ----- | ----- | ----- | -------- | -------- | -------- | ----- | ---- | ----- | ----- | -------- | ----- | -------- | -------- | ----- |
| 2011년     | 세이부     | 110   | 313   | 284   | 35    | 66    | 9       | 6       | 1     | 90    | 21    | 8     | 5        | 8        | 0        | 15    | 0    | 6     | 63    | 1        | .232  | .285     | .317     | .602  |
| 2012년     | 세이부     | 107   | 450   | 403   | 50    | 118   | 17      | 8       | 4     | 163   | 37    | 10    | 5        | 15       | 1        | 28    | 0    | 3     | 70    | 7        | .293  | .343     | .404     | .747  |
| 2013년     | 세이부     | 144   | 634   | 564   | 89    | 152   | 25      | 7       | 13    | 230   | 58    | 13    | 6        | 12       | 2        | 49    | 1    | 7     | 89    | 8        | .270  | .334     | .408     | .742  |
| 2014년     | 세이부     | 131   | 561   | 475   | 64    | 123   | 24      | 6       | 4     | 171   | 47    | 3     | 3        | 11       | 2        | 70    | 2    | 3     | 98    | 4        | .259  | .356     | .360     | .716  |
| 2015년     | 세이부     | 143   | 675   | 602   | 108   | 216   | 36      | 10      | 14    | 314   | 55    | 17    | 17       | 7        | 2        | 60    | 2    | 4     | 78    | 6        | .359  | .419     | .522     | .941  |
| 2016년     | 세이부     | 143   | 671   | 578   | 98    | 171   | 32      | 4       | 11    | 244   | 62    | 18    | 6        | 0        | 6        | 77    | 2    | 10    | 103   | 2        | .296  | .385     | .422     | .807  |
| 2017년     | 세이부     | 143   | 659   | 575   | 106   | 185   | 38      | 5       | 25    | 308   | 89    | 16    | 5        | 0        | 7        | 72    | 1    | 5     | 97    | 4        | .322  | .398     | .536     | .933  |
| 2018년     | 세이부     | 143   | 685   | 603   | 107   | 195   | 39      | 8       | 24    | 322   | 82    | 15    | 10       | 0        | 1        | 77    | 4    | 4     | 96    | 3        | .323  | .403     | .534     | .937  |
| 2019년     | 세이부     | 143   | 678   | 590   | 112   | 179   | 31      | 4       | 20    | 278   | 62    | 12    | 8        | 0        | 1        | 78    | 2    | 9     | 108   | 8        | .303  | .392     | .471     | .864  |
| 통산 : 9년 | 통산 : 9년 | 1207  | 5326  | 4674  | 769   | 1405  | 251     | 58      | 116   | 2120  | 513   | 112   | 65       | 53       | 22       | 526   | 14   | 51    | 802   | 43       | .301  | .376     | .454     | .829  |

- 2019년 시즌 종료 기준.
- 굵은 글씨는 시즌 최고 성적, 붉은색 글씨는 일본 프로 야구 역대 최고 성적.

### 연도별 수비 성적
| 연도 | 외야 | 외야 | 외야 | 외야 | 외야 | 외야   |
| 연도 | 경기 | 척살 | 보살 | 실책 | 병살 | 수비율 |
| ---- | ---- | ---- | ---- | ---- | ---- | ------ |
| 2011 | 106  | 189  | 8    | 5    | 1    | .975   |
| 2012 | 106  | 284  | 9    | 4    | 1    | .987   |
| 2013 | 144  | 317  | 8    | 4    | 0    | .988   |
| 2014 | 130  | 290  | 7    | 3    | 2    | .990   |
| 통산 | 486  | 1080 | 32   | 16   | 4    | .986   |

- 2014년 기준.
- 굵은 글씨는 시즌 최고 성적.
- 굵은 글씨 년은 골든 글러브상 수상 년도.